# Generazione Futuro
Generazione Futuro è stato il movimento giovanile di Futuro e Libertà per l'Italia.
Nata inizialmente come associazione giovanile all'interno di Generazione Italia, il 31 gennaio 2011 diviene l'organizzazione giovanile ufficiale di FLI.
Il simbolo è "un anello tricolore che racchiude un fondo verde con sovrapposto uno scudo blu, che ospita la scritta bianca Generazione Futuro”.
Il coordinatore nazionale, che per lo statuto di FLI fa parte di diritto della Segreteria nazionale di Futuro e Libertà, è Gianmario Mariniello. In attesa dell'assemblea costituente il movimento è retto da un "Regolamento interno provvisorio" di Generazione Futuro. Possono iscrivere tutti coloro che hanno compiuto il "14º anno e non hanno superato il trentesimo anno d'età. Non possono iscriversi i condannati per reati di mafia, contro la pubblica amministrazione e per pene superiori a 5 anni".
Gran parte dei dirigenti di Generazione Futuro provengono dalla Giovane Italia: ha aderito tra gli altri a Generazione Futuro l'ex coordinatore nazionale di Giovane Italia, Francesco Pasquali.
L'organo ufficiale è "Destinazione Futuro Magazine".
Il 19 luglio 2011 ha presentato una proposta di legge di iniziativa popolare per abolire le province..
Cessa la sua attività nel 2013 con la dissoluzione del partito a seguito del fallimento elettorale.